# Nanuza almeidae
Nanuza almeidae är en enhjärtbladig växtart som beskrevs av Ruy José Válka Alves. Nanuza almeidae ingår i släktet Nanuza och familjen Velloziaceae. Inga underarter finns listade.